# Rotter See
Rotter See ist eine der zwölf Ortschaften von Troisdorf im nordrhein-westfälischen Rhein-Sieg-Kreis. Namensgebend ist das ehemalige Herrenhaus Haus Rott, welches nördlich der Ortschaft liegt.
Rotter See umschließt teilweise den gleichnamigen See, eine von 1860 bis 1978 genutzte ehemalige Kiesgrube, die im Sommer als Naherholungsgebiet, Badesee und Angelsee genutzt wird.

## Geschichte
Das Gebiet des heutigen Troisdorfer Stadtteils Rotter See gehörte bis zur kommunalen Neuordnung, die am 1. August 1969 in Kraft trat, zur Gemeinde Sieglar und wurde landwirtschaftlich genutzt. Bereits im Jahr 1964 hatte der Gemeinderat von Sieglar einen Entwicklungsplan zur Bebauung des Gebietes beschlossen. Die Baumaßnahmen begannen aber erst 1970. 
1999 wurde Rotter See von Sieglar abgetrennt und zu einem eigenen Stadtteil. 
In Rotter See stand eine der bekanntesten Bauruinen Deutschlands, ein Hotelrohbau, der sogenannte „Kaiserbau“. Das direkt an der A 59 gelegene Bauwerk wurde 2001 gesprengt.